# Ptilopsylla leptina
Ptilopsylla leptina är en loppart som beskrevs av Jordan et Rothschild 1921. Ptilopsylla leptina ingår i släktet Ptilopsylla och familjen fladdermusloppor.

## Underarter
Arten delas in i följande underarter:
- P. l. leptina
- P. l. dunni
- P. l. stubbei